# Sambalate
Sambalate (ou Sambalá), o horonita, foi um governador da Samaria, no tempo do Império Aquemênida, por volta da segunda metade do século V a.C.. Foi um dos principais opositores das reformas, e da reconstrução das muralhas de Jerusalém, levadas a cabo por Neemias.
Citações Bíblicas
Sambalate, o horonita, e Tobias, o oficial amonita, ficaram muito irritados quando viram que havia gente interessada no bem dos israelitas.
Neemias 2:10
Quando, porém, Sambalate, o horonita, Tobias, o oficial amonita, e Gesém, o árabe, souberam disso, zombaram de nós, desprezaram-nos e perguntaram: "O que vocês estão fazendo? Estão se rebelando contra o rei?"
Neemias 2:19
Quando Sambalate soube que estávamos reconstruindo o muro, ficou furioso. Ridicularizou os judeus
Neemias 4:1
Quando, porém, Sambalate, Tobias, os árabes, os amonitas e os homens de Asdode souberam que os reparos nos muros de Jerusalém tinham avançado e que as brechas estavam sendo fechadas, ficaram furiosos.
Neemias 4:7
Quando Sambalate, Tobias, Gesém, o árabe, e o restante de nossos inimigos souberam que eu havia reconstruído o muro e que não havia ficado nenhuma brecha, embora até então eu ainda não tivesse colocado as portas nos seus lugares,
Neemias 6:1
Sambalate e Gesém mandaram-me a seguinte mensagem: "Venha, vamos nos encontrar num dos povoados da planície de Ono".
Eles, contudo, estavam tramando fazer-me mal;
Neemias 6:2
Então, na quinta vez, Sambalate mandou-me um dos seus homens de confiança com a mesma mensagem; ele tinha na mão uma carta aberta
Neemias 6:5
Percebi que Deus não o tinha enviado e que ele tinha profetizado contra mim porque Tobias e Sambalate o tinham contratado.
Neemias 6:12
Lembra-te do que fizeram Tobias e Sambalate, meu Deus, lembra-te também da profetisa Noadia e do restante dos profetas que estão tentando me intimidar.
Neemias 6:14
As referências a si chegaram até aos nosso dias por via do segundo o Livro de Neemias e nos Papiros de Elefantina.